# Bruant à queue aiguë
Ammospiza caudacuta
Espèce
Statut de conservation UICN

 EN  : En danger
Le Bruant à queue aiguë (Ammospiza caudacuta) est une espèce de passereaux appartenant à la famille des Passerellidae.

## Habitat
Il vit dans les marais côtiers, souvent au sein de Spartina patens et Juncus gerardii.

## Répartition et sous-espèces
Selon la classification de référence du Congrès ornithologique international (14.2, 2024) il se répartit en deux sous-espèces :
- Ammospiza caudacutus caudacuta (Gmelin, 1788) — du sud du Maine au New Jersey ; hiverne en Floride
- Ammospiza caudacutus diversa Bishop, 1901 — du New Jersey à la péninsule de Delmarva ; hiverne aux Carolines